# ELO 2
《ELO 2》는 1973년 3월 2일에 발매된 영국의 프로그레시브 록 밴드 일렉트릭 라이트 오케스트라(ELO)의 두 번째 스튜디오 음반이다. 미국에서는 《Electric Light Orchestra II》로 발매되었다. 이 음반은 하비스트 레코드에 의해 발매된 밴드의 마지막 음반이었고, 밴드가 그들의 이름에 확정적인 기사 "The"를 사용한 마지막 음반이었고, 그들의 약칭인 "ELO"를 소개한 음반이었다.

## 배경 및 녹음
이 음반은 원래 《The Lost Planet》이라는 제목이 될 예정이었지만, 그 컨셉은 조용히 사라졌다. 1972년 6월 로이 우드는 밴드를 떠나 위자드를 결성하여 빌 헌트를 데리고 첼리스트 휴 맥도웰을 순회했다. 당시 우드는 두 개의 트랙에서 첼로와 베이스를 연주하며 〈In Old England Town〉과 〈From the Sun to the World〉를 연주했다. 고전적으로 훈련을 받은 첼리스트 콜린 워커가 우드를 대체했고 윌프레드 깁슨은 바이올린을 연주했다. 리처드 탠디는 키보드를 연주하며 이 음반에서 그의 ELO 스튜디오 데뷔를 했고, 그는 이전에 우드, 깁슨, 공동 프론트맨 제프 린, 드러머 베브 베번, 첼리스트 마이크 에드워즈와 함께 베이스를 연주했다(그리고 TV에서 더 무브와 함께 기타를 연주한다). 베이시스트이자 보컬리스트인 마이크 데 앨버커키도 엘로 스튜디오에 데뷔했다. 다섯 곡 모두 표준 록 곡보다 길이가 길고, 다층적인 관현악기가 촘촘하고 복잡한 사운드를 내는 것이 특징이다.

## 발매
| 전문가 평가                   | 전문가 평가 |
| 평가 점수                     | 평가 점수   |
| 출처                          | 점수        |
| ----------------------------- | ----------- |
| AllMusic                      | [ 4 ]       |
| Christgau's Record Guide      | C+          |
| Classic Rock                  | [ 6 ]       |
| Encyclopedia of Popular Music | [ 7 ]       |
| MusicHound                    | 2.5/5       |
| The Rolling Stone Album Guide | [ 9 ]       |
| The Daily Vault               | A           |

전작과 함께, 《ELO 2》는 영국 톱 40 음반 차트에 올랐지만, 더 간결한 후속작인 《On the Third Day》는 그렇지 않은 반면, 이 밴드가 발매한 가장 상업적으로 들리지 않는 음반이다. 〈Roll Over Beethoven〉의 편집본은 영국에서 10위 안에 들었고 미국에서도 라디오 방송을 받았다. 2006년 이 음반은 미국에서 리마스터링되고 확장되었으며, 영국 2003 EMI 버전과는 약간 다른 실행 순서를 가지고 있으며, 두 버전 모두 처음으로 동일한 힙노시스 음반 아트를 공유한다.
영국에서는 전구 밑부분에 "ELO 2"라는 문구가 새겨진 전구가 그려진 《ELO2》라는 제목의 게이트폴드 슬리브로 출시되었고, 미국에서는 커버가 밤하늘을 배경으로 더욱 화려한 전구가 그려져 있으며, 《Electric Light Orchestra II》라는 이름이 붙었다. 알 수 없는 이유로 〈Roll Over Beethoven〉은 미국 작품과 비교했을 때 길이가 약간 편집되었다. 트랙 2번 〈Momma〉는 미국 발매를 위해 〈Mama〉로 미국화되었다. 오프닝 트랙인 〈In Old England Town〉의 인스트루멘탈 버전이 싱글 〈Showdown〉의 B-사이드 곡이 되었다. 이 음반에는 밴드의 가장 긴 트랙인 반전 노래 〈Kuiama〉가 수록되어 있다.

## 곡 목록
모든 곡들은 특별한 언급이 없는 한 제프 린에 의해 작사/작곡하였다.
| #  | 제목                                   | 작사·작곡                   | 재생 시간 |
| -- | -------------------------------------- | --------------------------- | --------- |
| 1. | 〈In Old England Town (Boogie No. 2)〉 |                             | 6:56      |
| 2. | 〈Momma〉                              |                             | 7:03      |
| 3. | 〈Roll Over Beethoven〉 (척 베리 커버) | 척 베리, 루트비히 판 베토벤 | 8:09      |

| #  | 제목                                         | 재생 시간 |
| -- | -------------------------------------------- | --------- |
| 4. | 〈From the Sun to the World (Boogie No. 1)〉 | 8:20      |
| 5. | 〈Kuiama〉                                   | 11:19     |